# Ліс-Самміт (Міссурі)
Ліс-Самміт (англ. Lee's Summit) — місто (англ. city) в США, в округах Джексон і Кесс штату Міссурі. Населення — 101 108 осіб (2020).

## Географія
Ліс-Самміт розташований за координатами 38°55′8″ пн. ш. 94°22′58″ зх. д. / 38.91889° пн. ш. 94.38278° зх. д. (38.918958, -94.382768).  За даними Бюро перепису населення США в 2010 році місто мало площу 169,36 км², з яких 164,07 км² — суходіл та 5,29 км² — водойми.

### Клімат
| Клімат : Ліс-Самміт     | Клімат : Ліс-Самміт | Клімат : Ліс-Самміт | Клімат : Ліс-Самміт | Клімат : Ліс-Самміт | Клімат : Ліс-Самміт | Клімат : Ліс-Самміт | Клімат : Ліс-Самміт | Клімат : Ліс-Самміт | Клімат : Ліс-Самміт | Клімат : Ліс-Самміт | Клімат : Ліс-Самміт | Клімат : Ліс-Самміт | Клімат : Ліс-Самміт |
| Показник                | Січ.                | Лют.                | Бер.                | Квіт.               | Трав.               | Черв.               | Лип.                | Серп.               | Вер.                | Жовт.               | Лист.               | Груд.               | Рік                 |
| Абсолютний максимум, °C | 22,8                | 26,7                | 30,6                | 32,8                | 32,8                | 39,4                | 42,2                | 41,7                | 41,7                | 35,0                | 27,8                | 22,8                | 42,2                |
| Середній максимум, °C   | 3,9                 | 6,7                 | 12,8                | 18,9                | 23,3                | 28,3                | 30,6                | 30,6                | 26,1                | 20,0                | 12,2                | 5,0                 | 18,2                |
| Середній мінімум, °C    | −6,7                | −4,4                | 2,8                 | 6,7                 | 12,2                | 17,2                | 19,4                | 18,3                | 13,3                | 7,2                 | 1,1                 | −5                  | 6,9                 |
| Абсолютний мінімум, °C  | −28,3               | −26,1               | −20,6               | −11,7               | −2,2                | 1,7                 | 8,9                 | 6,1                 | −1,7                | −13,9               | −19,4               | −31,7               | −31,7               |
| Норма опадів, мм        | 29                  | 47                  | 69                  | 103                 | 141                 | 160                 | 116                 | 110                 | 118                 | 97                  | 67                  | 47                  | 1104                |
| ----------------------- | ------------------- | ------------------- | ------------------- | ------------------- | ------------------- | ------------------- | ------------------- | ------------------- | ------------------- | ------------------- | ------------------- | ------------------- | ------------------- |
| Джерело:                |                     |                     |                     |                     |                     |                     |                     |                     |                     |                     |                     |                     |                     |

## Демографія
Згідно з переписом 2010 року, у місті мешкали 91 364 особи в 34 429 домогосподарствах у складі 25 126 родин. Густота населення становила 539 осіб/км².  Було 36679 помешкань (217/км²).
Расовий склад населення:
| - 86,1 % — білих - 8,4 % — чорних або афроамериканців - 1,7 % — азіатів - 0,3 % — корінних американців - 0,1 % — вихідців з тихоокеанських островів - 1,1 % — осіб інших рас |

До двох чи більше рас належало 2,4 %. Частка іспаномовних становила 3,9 % від усіх жителів.
За віковим діапазоном населення розподілялося таким чином: 28,0 % — особи молодші 18 років, 60,5 % — особи у віці 18—64 років, 11,5 % — особи у віці 65 років та старші. Медіана віку мешканця становила 37,2 року. На 100 осіб жіночої статі у місті припадало 92,1 чоловіків;  на 100 жінок у віці від 18 років та старших — 87,9 чоловіків також старших 18 років.
Середній дохід на одне домашнє господарство  становив 93 382 долари США (медіана — 78 377), а середній дохід на одну сім'ю — 107 333 долари (медіана — 93 323). Медіана доходів становила 61 216 доларів для чоловіків та 47 372 долари для жінок. За межею бідності перебувало 6,5 % осіб, у тому числі 9,3 % дітей у віці до 18 років та 4,5 % осіб у віці 65 років та старших.
Цивільне працевлаштоване населення становило 48 285 осіб. Основні галузі зайнятості: освіта, охорона здоров'я та соціальна допомога — 25,8 %, науковці, спеціалісти, менеджери — 13,0 %, роздрібна торгівля — 11,4 %.